# Lu Ching-yao

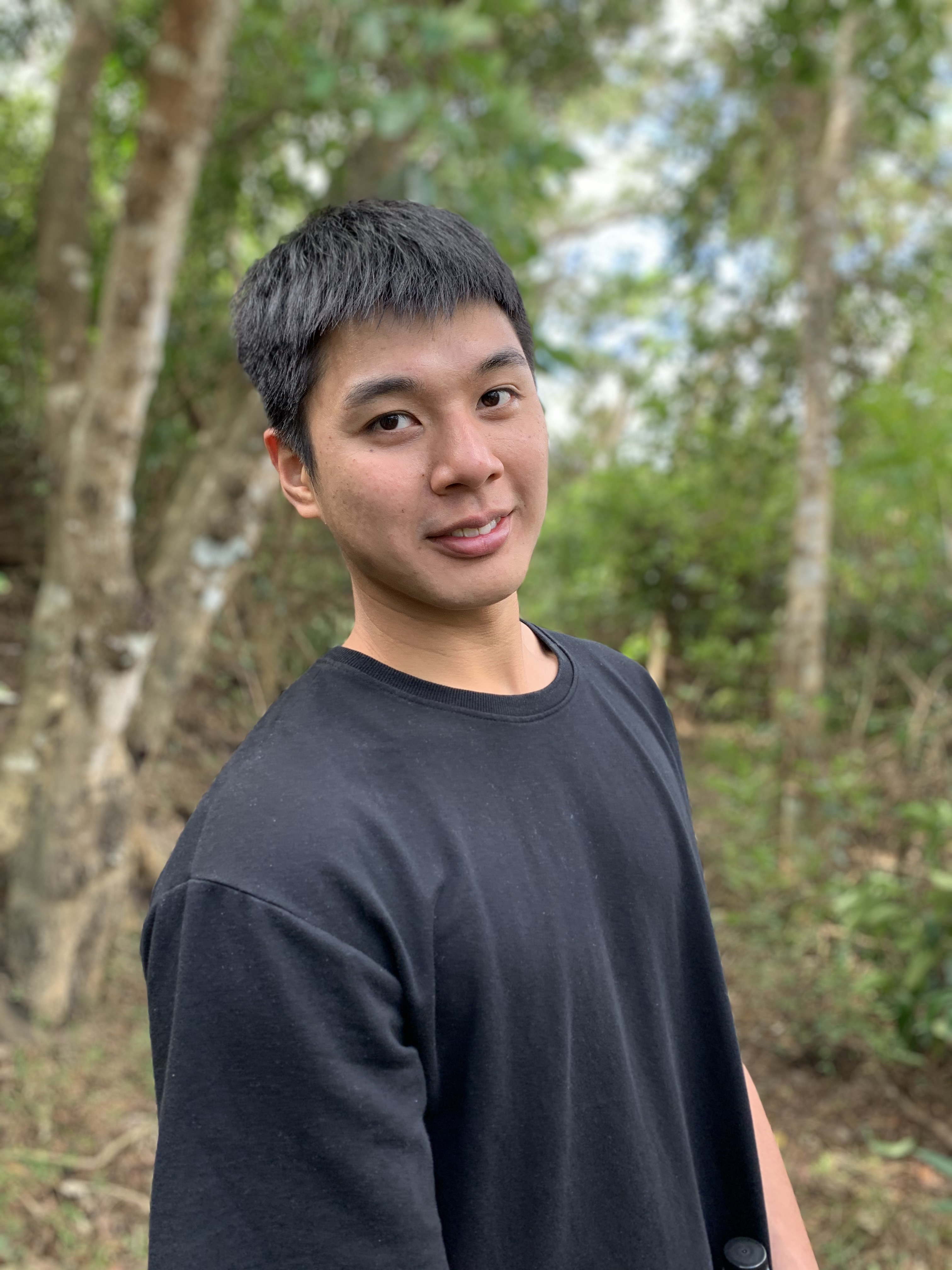
Lu Ching-yao, 2020

Lu Ching-yao (chinesisch 盧敬堯, Pinyin Lú Jìngyáo; * 7. Juni 1993) ist ein taiwanischer Badmintonspieler.

## Karriere
Lu Ching-yao belegte bei der Junioren-Badmintonasienmeisterschaft 2011 Rang zwei im Herrendoppel. Bei den Macau Open 2011 stand der im Achtelfinale des Herrendoppels. Zwei Jahre später wurde er Dritter bei den Vietnam International 2013. Im Nationalteam repräsentierte er Taiwan beim Sudirman Cup 2013.